# Cryptopeniculus nigrosetus
Cryptopeniculus nigrosetus là một loài bọ cánh cứng trong họ Ptinidae. Loài này được Philips in Philips & Foster miêu tả khoa học năm 2004.